# MJET
MJET é uma companhia aérea com sede em Schwechat, Áustria.

## Frota

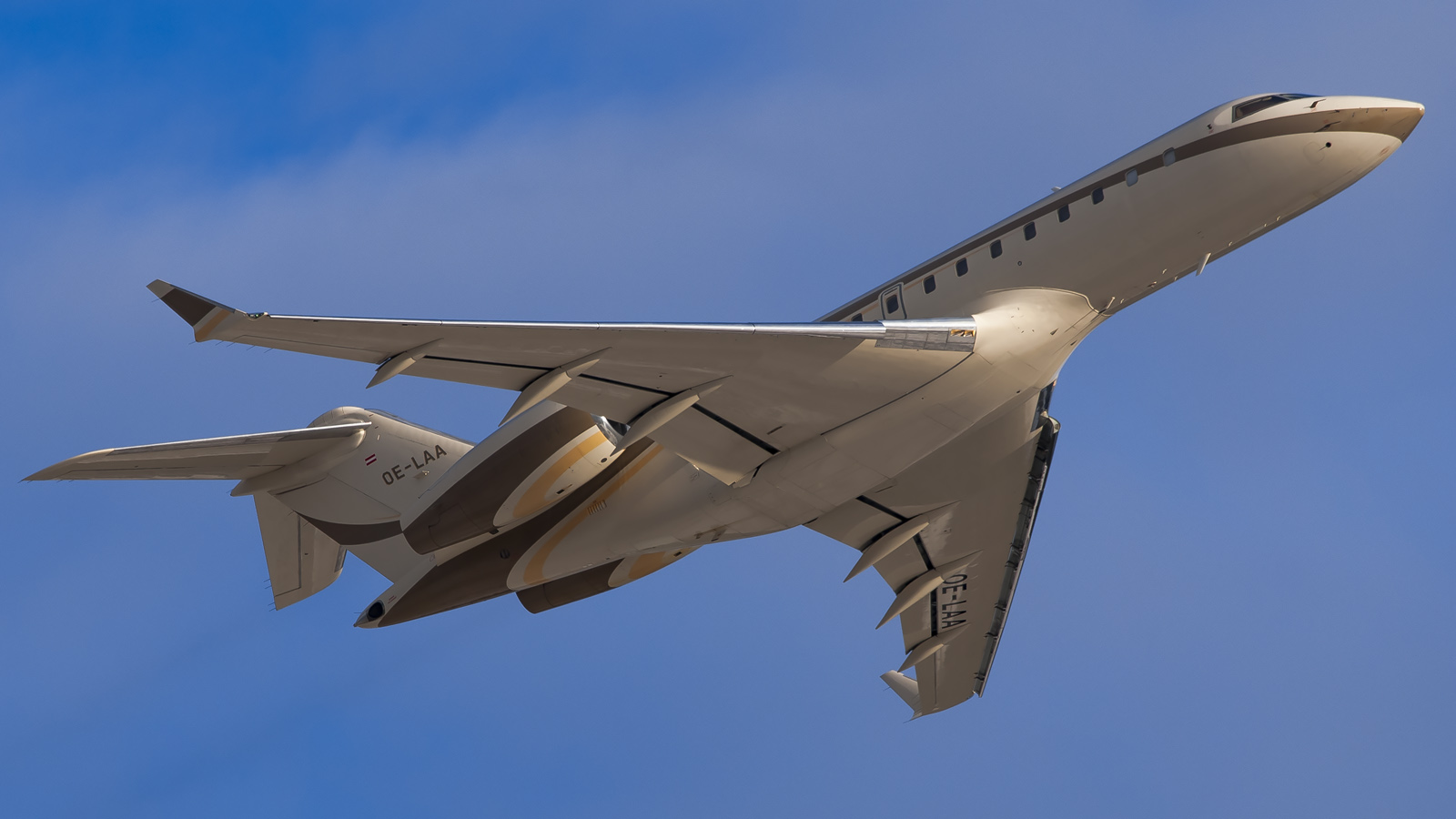
Um Global 5000 da MJET

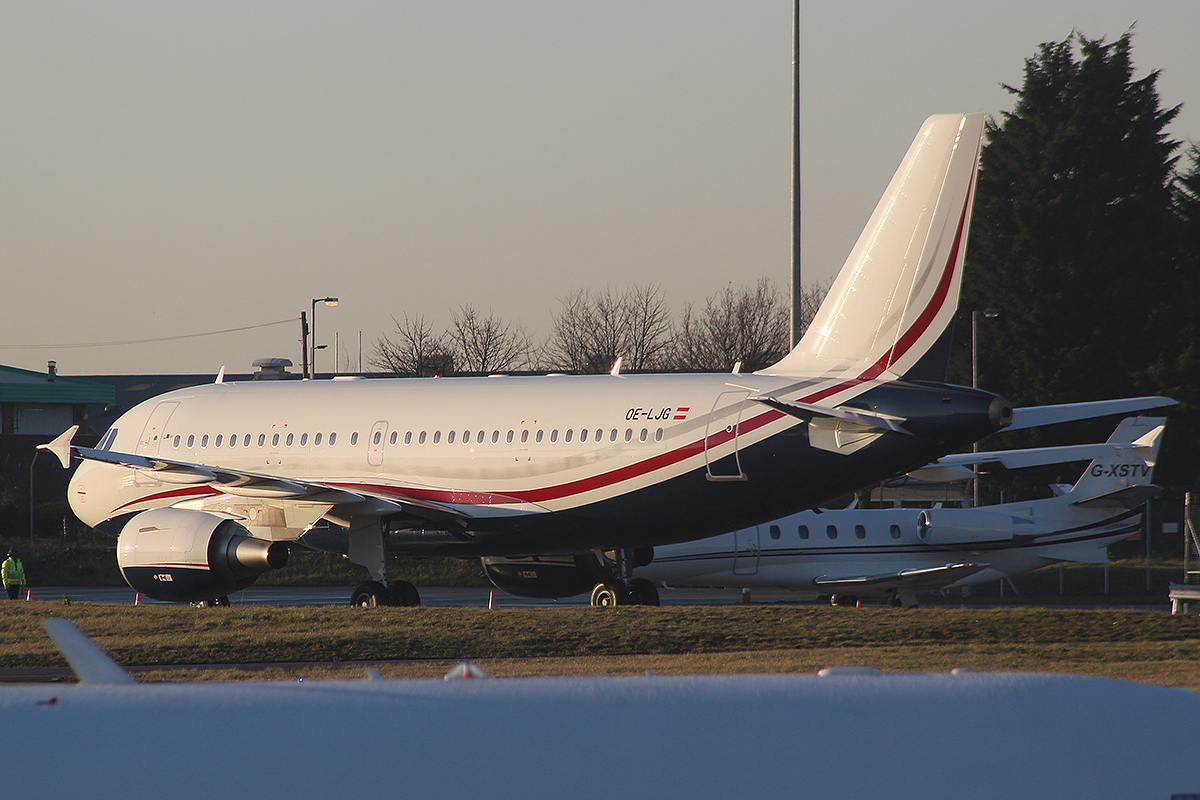
Um Airbus A319-100 ACJ da MJET

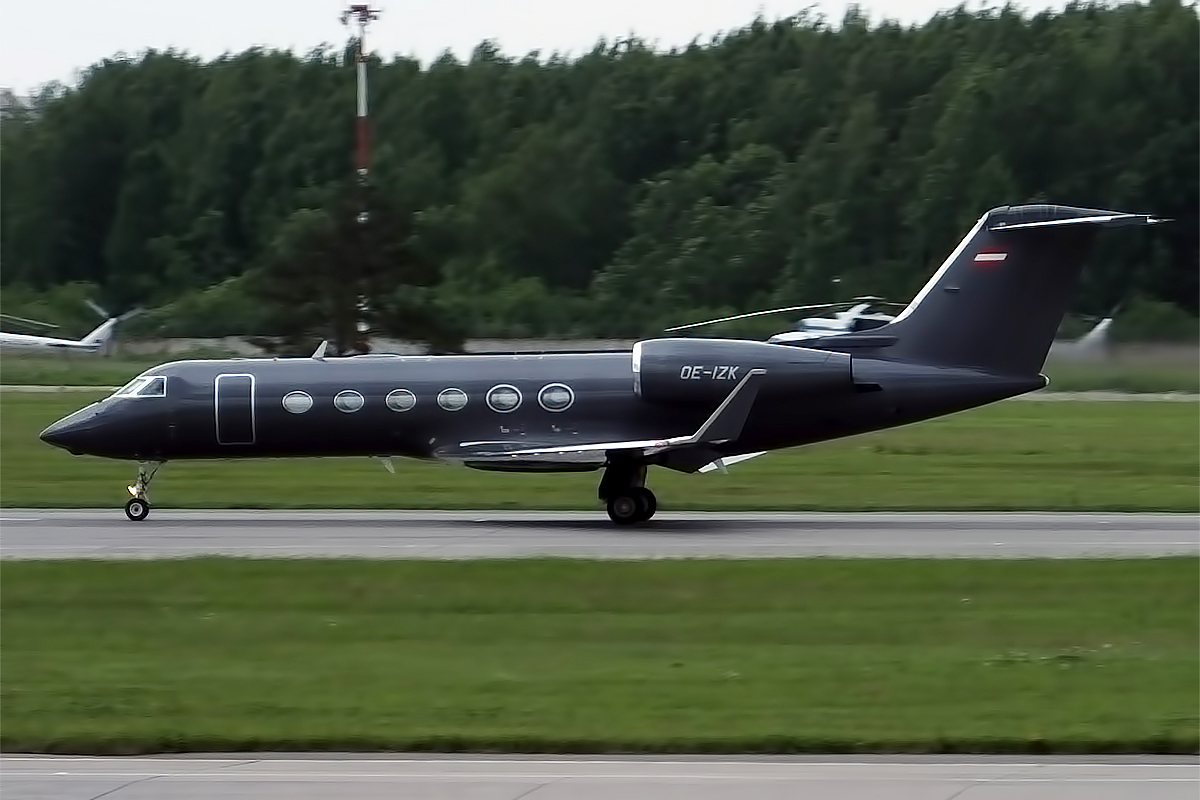
Um Gulfstream G450 da MJET

A frota da MJET consiste nas seguintes aeronaves (Janeiro de 2021):
| Aeronaves           | Em Serviço | Ordens | Notas |
| ------------------- | ---------- | ------ | ----- |
| Airbus A319-100 ACJ | 1          | –      |       |
| Embraer ERJ135      | 1          | –      |       |
| Total               | 2          | 0      |       |